# Micha Gaillard
Michel „Micha“ Gaillard (* 1957; † 14. Januar 2010 in Port-au-Prince) war ein haitianischer Hochschullehrer und Politiker.

## Biografie
Gaillard wurde als Sohn des Historikers Roger Gaillard geboren, der das Standardwerk zur Geschichte der Intervention der USA auf Haiti zwischen 1915 und 1934 verfasste. Er selbst studierte Biologie in Frankreich und übernahm nach seiner Rückkehr nach Haiti einen Lehrauftrag für Biologie an der Medizinischen Fakultät der Université d'État d'Haïti. Zu dieser Zeit wurde er während der unmittelbaren Nachwirkungen nach dem Sturz von Diktator Jean-Claude "Baby Doc" Duvalier 1986 erstmals politisch aktiv. Zu dieser Zeit war sein Vater kurzzeitig Rektor der Université d'État d'Haïti. Zu dieser Zeit trat er dem sozialdemokratischen Nationalkongress der Demokratischen Parteienbewegung (Konakom) bei und wurde später zum Unterstützer des katholischen Priesters Jean-Bertrand Aristide bei dessen Wahl zum ersten frei gewählten Präsidenten Haitis im Februar 1991. Nach dessen Sturz im September 1991 durch einen Militärputsch unter der Führung von General Raoul Cédras setzte er sich unter Hinnahme eigenen Risikos für die Rückkehr Aristides ein.
Nach dem erneuten Amtsantritt Aristides war er jedoch bald von diesem enttäuscht. Nach den heftig umstrittenen Wahlen im Jahr 2000, in denen Aristide zum vierten Mal Präsident wurde, wurde Gaillard Sprecher der Demokratischen Konvergenz (CD), einer aus mehreren Parteien bestehenden Oppositionsfront der politischen Mitte. Diese wurde gebildet zum Widerstand gegen Aristides zunehmende autoritäre Willkürherrschaft. Bei den Wahlen 2000 kandidierte er für das Amt des Bürgermeisters von Port-au-Prince. Während des Wahlkampfes wurde sein Wahlkampfbüro von Anhängern Aristides in Brand gesteckt.
Als Aristides Regierung mehr und mehr auf die Unterstützung durch bewaffnete Banden angewiesen war und einige von dessen Gegnern ebenfalls zu den Waffen griffen, versuchte Gaillard Aristide 2004 zum Rücktritt zu bewegen, um Blutvergießen zu vermeiden und den Weg für Neuwahlen unter der Leitung des Richters am Verfassungsgericht Boniface Alexandre als Interimspräsidenten frei zu machen. Hierzu kam es jedoch nicht, da der Präsident an der Macht festhielt, bis er im Februar 2004 nach der Umlagerung der Hauptstadt durch bewaffnete Rebellen zur Flucht aus Haiti gezwungen war. Die anschließend eingesetzte UN-Stabilisierungsmission benötigte annähernd zwei Jahre zur Herstellung eines Minimums an Stabilität und Ordnung und zur Organisation annehmbarer Bedingungen für die Abhaltung von Wahlen.
Gaillard spielte somit eine führende Rolle in der gewaltfreien Opposition gegen Präsident Aristide in den aufrührerischen Monaten, die letztlich zur Flucht Aristides ins Exil im Februar 2004 führten. In den folgenden Jahren war er ein entschiedener Verteidiger der Demokratie, der sich für eine Beendigung der Parteiensplitterung und persönlichen Rivalitäten einsetzte, die das öffentliche Leben erschwerten, um dadurch eine Stärkung der wackeligen Institutionen der Legislative und Judikative zu erreichen.
Gaillard wies jedwede Beteiligung an der bewaffneten Rebellion von sich, die von früheren Polizei- und Armeeoffizieren angeführt wurde und Verbindungen zum Regime von General Cédras in der Zeit von 1991 bis 1994 hatte. Andererseits wurden weder er noch andere führende Politiker der CD in die mit Hilfe der Vereinten Nationen gebildeten Übergangsregierung nach Aristides Sturz berufen.
Folglich ging er wiederum in die Opposition und war einer der Gründer der sozialdemokratischen Fusionspartei, die nach der Wahl von René Préval im Februar 2006 zum Präsidenten zur zweitgrößten Partei in dessen Regierungskoalition wurde. Wegen unterschiedlicher politischer Ansichten schlug Gaillard jedoch Prévals Angebot zur Übernahme des Amtes des Ministers für Justiz und öffentliche Sicherheit jedoch aus. Dennoch stimmte er zu, eine Arbeitsgruppe zur Reform des Rechtssystems zu leiten. In dieser Funktion befand er sich zu einer Besprechung im Justizministerium, als dieses beim Erdbeben in Haiti am 12. Januar 2010 einstürzte. Er wurde zwar zunächst lebend geborgen, erlag jedoch zwei Tage später seinen Verletzungen.